# Felix Wankel

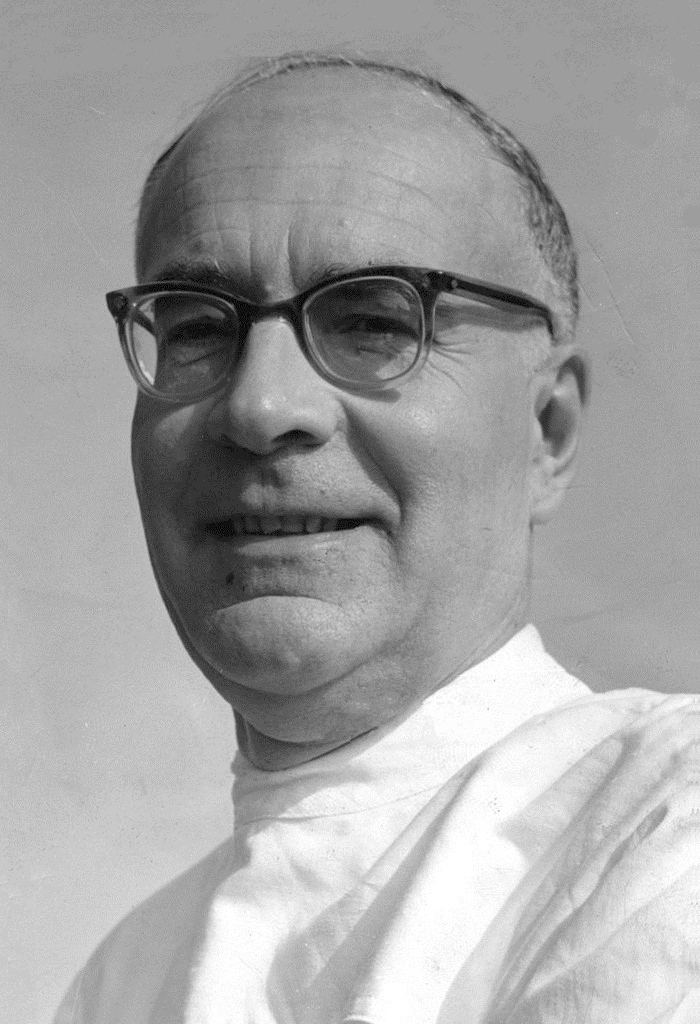
Felix Wankel

Felix Wankel (Lahr, 13 augustus 1902 – Heidelberg, 9 oktober 1988) was een Duits werktuigbouwkundig ingenieur en uitvinder van de naar hem genoemde wankelmotor.

## Biografie
Felix Wankel werd in augustus 1902 als enig kind van Gerty Wankel, geboren Heidlauff, en de bosbouwkundige Rudolf Wankel geboren. Zijn vader sneuvelde in 1914 in de Eerste Wereldoorlog. In het jaar daarna verhuisde de familie naar Heidelberg. Felix Wankel bezocht gymnasia in Donaueschingen, Heidelberg en Weinheim, die hij zonder diploma in 1921 verliet. Daarna begon hij als leerling-verkoper bij de Heidelberger uitgever Carl Winter. Daar werd hij in 1926 in verband met financiële problemen ontslagen.
Felix Wankel werd in 1922 lid van de NSDAP. Destijds was hij een overtuigd aanhanger van de idealen van de partij. Hij was oprichter van de Großdeutsche Jugendwehr en Jugendführer bij verschillende organisaties. Wankel koesterde sympathie voor de linkse vleugel van de NSDAP rond Gregor Strasser. Hoogtepunt van zijn partijlidmaatschap was een ontmoeting met Adolf Hitler in 1928. In 1932 trad Felix Wankel uit de partij. Hij had zware beschuldigingen van corruptie geuit tegen een ander partijlid. In 1933 werd hij daarom door toedoen van een gauleiter zes maanden gevangengezet. Initiatieven van zijn begunstiger Wilhelm Keppler bezorgden Wankel uiteindelijk zijn vrijlating.
Na de Tweede Wereldoorlog werden de werkplaatsen van Wankel in 1945 door Franse bezettingstroepen ontmanteld en Wankel werd wegens zijn activiteiten korte tijd gevangengezet. Na zijn vrijlating werd hem een tijdelijk onderzoeksverbod opgelegd.
In 1969 kreeg Wankel een eredoctoraat van de Technische Universiteit van München en kreeg in 1970 het Bundesverdienstkreuz.
Op 22 mei 1981 werd Wankel tot ereburger van zijn geboortestad Lahr (Schwarzwald) benoemd. In 1987 verleende het Land Baden-Württemberg hem uit eerbetoon de professorstitel. Na de verkoop van zijn aandelen richtte Wankel de Felix Wankelstichting op. Hij was een groot dierenvriend, en zo reikt de stichting ook nu nog prijzen uit voor buitengewone prestaties in de dierenbescherming.
Wankel overleed op 9 oktober 1988 aan kanker. Na zijn dood verkocht de Felix Wankelstichting de onroerende goederen aan Volkswagen. Zijn graf bevindt zich op de Bergfriedhof in Heidelberg.

### Personalia
Wankel trouwde in december 1936 met Emma ("Mi") Kirn (1905-1975), die tot haar dood aan zijn zijde bleef. Het huwelijk bleef kinderloos.

## Werk

### Wankelmotor

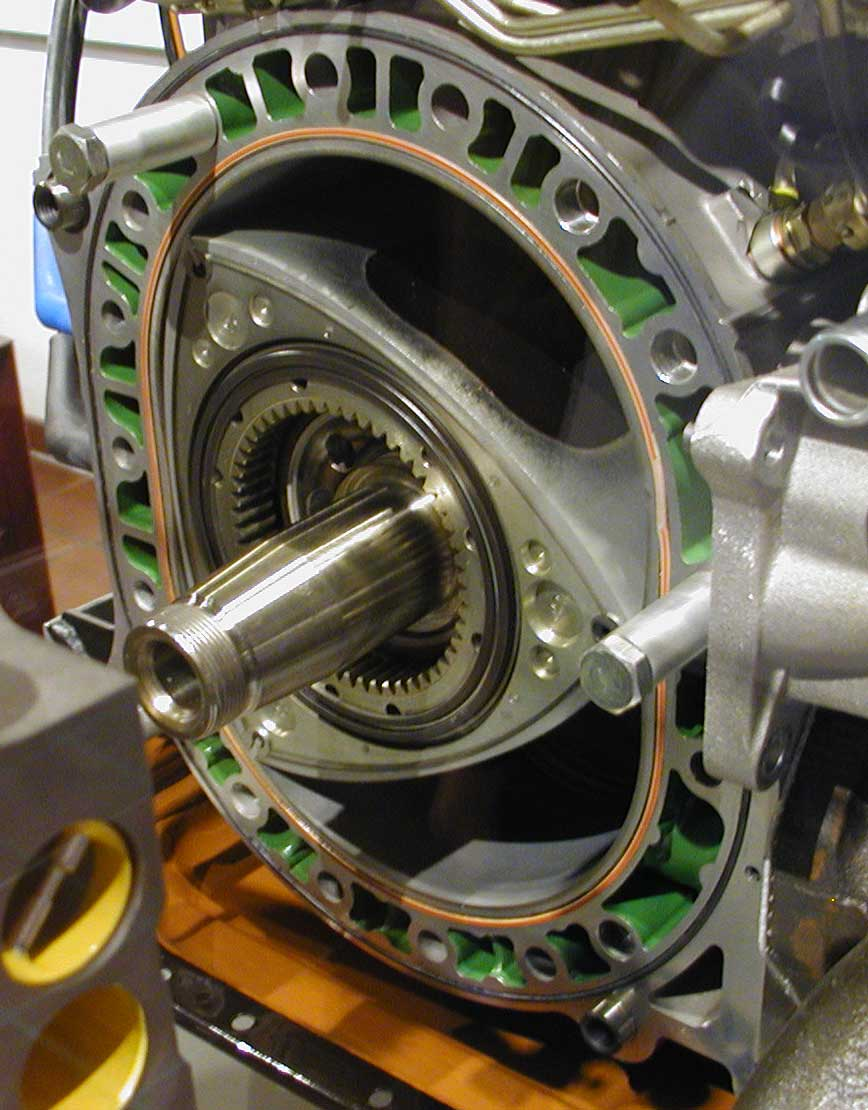
Open model van wankelmotor

De motor heeft maar drie bewegende delen namelijk een as die door het blok loopt en 2 rotors die in een soort "acht" beweging in een kamer ronddraaien. Kleppen en bijvoorbeeld nokkenassen zijn niet aanwezig. Felix Wankel werkte eerst bij NSU alwaar hij de KKM motor ontwierp (Kreis Kolben Motor). NSU kwam vervolgens met de NSU Wankel Spider (1964-1967) en de NSU Ro80 (1967-1977) op de markt.
In de jaren zeventig werd de motor toegepast in de Suzuki RE5 motorfiets. Ook motorfiets merk Norton heeft tot in de jaren tachtig van de 20e eeuw dit motorprincipe op zijn motorfietsen gebruikt (onder andere de Norton Commander en de Nortons gebruikt op de Isle of Man TT).
De laatste fabrikant van auto's die het wankelprincipe gebruikt was Mazda in de RX-7 en RX-8 modellen, die tot juni 2012 geproduceerd werden.

### Nalatenschap
De nalatenschap van Wankel wordt tegenwoordig in het Landesmuseum für Technik und Arbeit in Mannheim bewaard. Verder herbergt het privémuseum "AUTOVISION • Tradition & Forum" in Altlußheim een omvangrijke doorlopende tentoonstelling met meer dan 80 draaizuigermotoren en vele voertuigen met wankelmotor.

## Trivia
Felix Wankel bezat nooit een rijbewijs, omdat hij extreem bijziend was. Hij was wel in het bezit van een NSU Ro 80, waarin hij zich door een chauffeur liet rondrijden.